# Junior Graz 99ers
Junior Graz 99ers je austrijski klub hokeja na ledu iz Graza. Surađuje s klubom Graz 99ers, koji se natječe u austrijskoj ligi. Klub je osnovan 2009.